# Sinan Hasani
Sinan Hasani (en cirílico serbio Синан Хасани; Požaranje, 14 de mayo de 1922 – Belgrado, 28 de agosto de 2010) fue un novelista, estadista y diplomático yugoslavo de etnia albanokosovar. Fue Presidente de la Presidencia de la República Federativa Socialista de Yugoslavia de mayo de 1986 a mayo de 1987.

## Biografía
Hasani nació el 14 de mayo de 1922 en Požaranje, una localidad perteneciente al municipio de Vitina, en Kosovo. Tras concluir la enseñanza primaria en su localidad natal, estudió en la madrasa Gazi Isa-bey de Skopje. Se hizo escritor y escribió su primera novela en albanés, Rrushi ka nisur me u pjek ("Las uvas han comenzado a madurar"), en 1957.
Se unió al movimiento de resistencia partisano en 1941 y se afilió al Partido Comunista de Yugoslavia en 1942. En 1944 fue hecho prisionero por los alemanes y trasladado a un campo cerca de Viena. Tras la guerra, estudió en la escuela del partido "Đuro Đaković" de Belgrado (1950-1952). Ocupó varios cargos en el partido, fue presidente de la Unión Socialista del Pueblo Trabajador de Yugoslavia (Socijalistički savez radnog naroda Jugoslavije, abreviado SSRNJ) de Kosovo y de 1965 a 1967 fue director de la editorial kosovar Rilindja.
De 1971 a 1974 fue embajador de Yugoslavia en Dinamarca, y de 1975 a 1982 Vicepresidente de la Asamblea Federal yugoslava. En 1982 se convirtió en presidente del Comité Provincial de la Liga de los Comunistas de Kosovo, y en 1984 entró en el Consejo Ejecutivo Federal como representante de la Provincia Autónoma Socialista de Kosovo. De mayo de 1986 a mayo de 1987 fue Presidente de la Presidencia de la República Federativa Socialista de Yugoslavia.
Murió el 28 de agosto de 2010 en Belgrado.

## Publicaciones
Sinan Hasani escribió varias novelas en lengua albanesa, algunas de las cuales han sido traducidas al serbocroata y al macedonio.

### Novelas
- Rrushi ka nisur me u pjek ("Las uvas han comenzado a madurar", 1957)
- Ku ndahet lumi ("Donde el río se divide", 1963)
- Një natë e turbullt ("Una noche turbulenta", 1966)
- Djaloshi me dekoratë ("El chico condecorado", 1967)
- Era dhe Lisi ("El viento y el roble", 1973; adaptada a la televisión en 1979)
- Fëmijëria e Gjon Vatrës ("La infancia de Gjon Vatra", 1975)
- Për bukën e bardhë ("Para el pan blanco", 1977)

### Otras obras
- Kosovo: istine i zablude, ("Kosovo: verdades y engaños" 1986, en serbio, sobre el nacionalismo albanés en Kosovo)
- Në fokus të ngjarjeve: bisedë me Sinan Hasanin / Tahir Z. Berisha ("En el centro de los acontecimientos, una conversación con Sinan Hasani / Tahir Z. Berisha" 2005, biografía, ISBN 9951-408-08-7)